# Neptis trigonophora
Neptis trigonophora là một loài bướm ngày thuộc họ Nymphalidae. Nó được tìm thấy ở miền nam châu Phi.
Sải cánh dài 45–50 mm đối với con đực và 48–55 mm đối với con cái. Con trưởng thành có thể bay possibly quanh năm đạt đỉnh từ tháng 3 đến tháng 4.
Ấu trùng ăn Paullinia pinnata.

## Phụ loài
Recognised subloài:
- N. t. melicertula Strand, 1912
- N. t. trigonophora
- ?N. t. vansomereni Eltringham, 1929